# アメデオ (お笑いコンビ)
アメデオ（AMEDEO）は、かつてプロダクション人力舎で活動していた日本のお笑いコンビ。1998年結成、2004年解散。

## メンバー
- 森枝 天平（もりえだ  てんぺい、1978年6月2日 -  ）ボケ担当

群馬県出身、血液型はO型、身長171cm、体重73kg、趣味はバイク。
解散後は元チャップメンの加藤憲と「エレファントジョン」を結成。2017年3月29日解散して芸人を辞め。放送作家に転身。
- 大川原 篤史（おおかわら  あつし、1977年5月31日 -  ）ツッコミ担当

埼玉県出身、血液型はB型、身長171cm、体重62kg、趣味はプロ野球観戦、特技は犬の世話。
解散後は元チャップメンの野田祐介、元CUBEの和田貴志とともに「鬼ヶ島」を結成。

## 概要
共にスクールJCA7期生であり、JCA時代の最初は別々のコンビを組んでいたが、お互いに解散した後に大川原から誘って1998年にコンビ結成。主に漫才を披露していた。森枝のマイペースなボケを大川原がさわやかなツッコミをするのが特徴であった。
コンビ名は、テレビアニメ『母をたずねて三千里』に登場するサルの「アメデオ」から採った。当時人力舎には「ア」で始まるコンビ名が多かったことも決め手になったという。

## エピソード
- 2000年の「爆笑オンエアバトル」で、初出場でいきなりトップでオンエア後に6連勝。2002年度のチャンピオン大会に出場した後はふるわず4連敗をしたが、解散後も森枝は別コンビで活動後に芸能界を引退、大川原はトリオで活動している。

## 出演

### テレビ
- 爆笑オンエアバトル（NHK総合）戦績10勝5敗 最高509KB
  - 第5回チャンピオン大会 セミファイナル9位敗退

### ラジオ
- 赤坂お笑いD・O・J・O（TBSラジオ）